# Lilium maculatum
Lilium maculatum (jap. Sukashiyuri 透百合, wörtlich: durchsichtige Lilie) ist eine Art aus der Gattung der Lilien (Lilium) in der Dauricum-Sektion innerhalb der Familie der Liliengewächse (Liliaceae). Sie kommt nur in Japan vor.

Lilium maculatum fo. flavum, Blüte

## Beschreibung
Lilium maculatum erreicht eine Wuchshöhe von 30 bis 100 Zentimeter. Die Zwiebeln sind rundlich erreichen einen Durchmesser von etwa 3 cm mit weißen Schuppen. Die Laubblätter sind glänzend grün und breit lanzettförmig. Die Pflanze blüht von Juli bis August mit drei bis zwölf großen, in einer Dolde stehenden, kelchförmigen Blüten, die von rötlich-oranger Farbe und dunkelpunktiert sind. Die Samen keimen sofortig-epigäisch.
Die Chromosomenzahl beträgt 2n = 24.

## Verbreitung
Lilium maculatum ist in Japan auf der Insel Honshū endemisch. Sie wächst entlang der Pazifikküste auf Sand, Felsklippen und offenen Wiesen sowie an der Ostküste weiter binnenländisch auf feuchtem, sauren Böden, wo sie auf Höhenlagen von bis zu 1000 Meter aufsteigt.

## Taxonomie und Systematik
Lilium maculatum wurde 1794 durch Carl Peter Thunberg in Transactions of the Linnean Society of London Band 2, Seite 334 erstbeschrieben. Das Artepitheton (von lat. maculatum = gepunktet) verweist auf die gepunkteten Blütenblätter. Ein bekanntes Synonym ist Lilium wilsonii.
Neben dem nominotypischen Taxon Lilium maculatum var. maculatum existieren als Varietäten:
- Lilium maculatum var. bukosanense (Honda) H.Hara: Vom Aussterben bedrohte Varietät vom Berg Bukō (Bukō-san), Saitama, deren Genom vollständig sequenziert ist.
- Lilium maculatum var. monticola H.Hara: Sie kommt im nördlichen Honshu vor.[3]

Dazu die Form:
- Lilium maculatum fo. flavum: In gelber Farbe blühend.[1]

## Nachweise
1. 1 2 3 4  Edward A. McRae: Lilies. A Guide for Growers and Collectors. Timber Press, Portland OR 1998, ISBN 0-88192-410-5, S. 158–159 (englisch).
2. ↑   Tropicos.
3. 1 2  Datenblatt Lilium maculatum bei POWO = Plants of the World Online von Board of Trustees of the Royal Botanic Gardens, Kew: Kew Science.